# Mistrzostwa Świata FIBT 1963
Mistrzostwa Świata 1963 FIBT – edycja mistrzostw świata FIBT, którą przeprowadzono w 1963 roku w austriackim Igls.

## Dwójki
| Pozycja | Drużyna                                     | Czas |
| ------- | ------------------------------------------- | ---- |
|         | Włochy (Eugenio Monti, Sergio Siorpaes)     |      |
|         | Włochy (Sergio Zardini, Romano Bonagura)    |      |
|         | Wielka Brytania (Anthony Nash, Robin Dixon) |      |

## Czwórki
| Pozycja | Drużyna                                                                           | Czas |
| ------- | --------------------------------------------------------------------------------- | ---- |
|         | Włochy (Sergio Zardini, Ferruccio Dalla Torre, Renato Mocellini, Romano Bonagura) |      |
|         | Włochy (Angelo Frigerio, Mario Pallua, Luigi de Bettin, Sergio Mocellini)         |      |
|         | Austria (Erwin Thaler, Reinhold Dumthaler, Josef Nairz, Adolf Koxeder)            |      |

## Tabela medalowa
| Miejsce | Państwo         |   |   |   | Razem |
| ------- | --------------- | - | - | - | ----- |
| 1.      | Włochy          | 2 | 2 | 0 | 4     |
| 2.      | Wielka Brytania | 0 | 0 | 1 | 1     |
| 3.      | Austria         | 0 | 0 | 1 | 1     |